# Lusail Multipurpose Hall
Die Lusail Multipurpose Hall (arabisch صالة لوسيل متعددة الاستخدامات, DMG Ṣālat Lūsail mutaʿaddidat al-istiḫdāmāt) ist eine Mehrzweckhalle mit 15.300 Sitzplätzen in der Planstadt Lusail, nördlich der katarischen Hauptstadt Doha.

## Lage
Die Halle wird auf einem 387.123 m² Areal zwischen dem Losail International Circuit und der Lusail Shooting Range in Lusail erbaut.

## Entstehung
Das Design und die Planung der Sporthalle wurde von Alastair Richardson von Cox Architects entworfen. Die Ausführung der Planung wird durch Dar Al Handasah (Shair and Partners) beaufsichtigt sowie die Bauleitung durch das Unternehmen Astad Project Management durchgeführt. Der Bau gliedert sich in drei Bauabschnitte – die Sporthalle, das Cooling Tower Building und den Microwave Tower, der als Pressezentrum dienen soll. Mit dem Bau der Sporthalle wurde im Jahr 2013 begonnen. Jener soll Ende November 2014 fertiggestellt sein. Etwa 6.500 Arbeiter waren im Mai 2014 an der Baustelle der Sporthalle tätig.
Die Sporthalle umfasst eine Fläche von 49.315 m², der Gesamtbau besitzt eine Grundfläche von 107.650 m². Die Außenhaut der Sporthalle besteht aus Glas in den Farben typischer Elemente Katars – Perlmutt, Sand und Wasser – und lässt sich durch LEDs beleuchten. In der Oberfläche der Außenhaut befinden sich 1.500 kleine Fenster, die neben der Klimaanlage eine natürliche Lüftung zulassen.

## Nutzung
Die Sporthalle wurde maßgeblich als Austragungsort für die Handball-Weltmeisterschaft der Männer 2015 in Katar erbaut. Sie kann jedoch neben Handball, auch für Basketball, Volleyball sowie Konzerte und Kongresse genutzt werden. Neben der eigentlichen Sporthalle befinden sich im Gesamtbau auch zwei Trainingshallen, Krafträume und Restaurants.
Das umliegende Gelände soll mit Parkplätzen ausgestattet werden, sowie einer Moschee, Lauf- und Fahrradstrecken und sechs Fußballfeldern.